# Zosterops griseovirescens
Zosterops griseovirescens — вид воробьиных птиц из семейства белоглазковых (Zosteropidae). Подвидов не выделяют.

## Распространение
Эндемики острова Аннобон.

## Описание
Длина тела 12 см. Две взвешенные птицы весили по 11 г. Верх головы и верхняя сторона тела серовато-оливковые. Горлыщко и брюшко бледно-серно-зелёные. Центральная часть хвоста оливково-зелёная, остальная — черноватая. Ноги коричневато-серые. Клюв черноватый или рогово-коричневый.
Самцы и самки похожи.

## Биология
Питаются преимущественно мелкими насекомыми.

## Охранный статус
МСОП присвоил виду охранный статус VU.